# 恋するハート・ショット
「恋するハート・ショット」は、日本のシンガーMeikの二作目となる配信限定シングル。2017年12月13日発売。

## 概要
1stアルバム『Make It Happen』に収録されている同名曲のリミックスバージョン。2017年11月11日に行われた「Make your smile」で、Exteded Single Versionが披露された。同時に発売もMeik自身からMCで発表された。

## 収録曲
1. 恋するハート・ショット(Exteded Single Version )
2. 恋するハート・ショット(Single Version)